# Cuentos de un futuro imperfecto
Cuentos de un futuro imperfecto (que l'on pourrait traduire par "Contes d'un futur imparfait") est une série de bande dessinée de science fiction, dessinée et scénarisée par l'auteur de bande dessinée espagnol Alfonso Font. Cette série n'a jamais été traduite en français.

## Trajectoire éditoriale
Cuentos de un futuro imperfecto est la deuxième série réalisée par Alfonso Font en tant qu'auteur complet (scénariste et dessinateur), après les Historias negras publiées dans la revue Creepy, du même éditeur Toutain Editor (es).
La série est prée-publiée de 1980 à 1981 en 13 épisodes dans la revue 1984 (es).
Dans l'épisode intitulé Lluvia (Pluie), apparaissent pour la première fois Clarke et Kubrick qui deviendront les héros de leur propre série à partir de 1982.
En 1990, les 13 épisodes de Cuentos de un futuro imperfecto sont regroupés dans une intégrale en un album édité par Norma Editorial. L'intégrale est publiée en 2014 aux États-Unis par Dark Horse Comics sous le nom de Tales of an Imperfect Future et en 2018 en Italie par Mondadori sous le nom de Racconti di un futuro imperfetto.

## Publications

### Périodiques espagnols
- Tanatos-1 vuelve a casa dans 1984 (es) no 22, 1980
- Lluvia dans 1984 no 23, 1980
- La gran empresa dans 1984 no 24, 1980
- Stock dans 1984 no 25, 1980
- La caza dans 1984 no 27, 1980
- Como una plaga dans 1984 no 28, 1981
- Ciberiada dans 1984 no 29, 1981
- El último enemigo dans 1984 no 30, 1981
- El beso dans 1984 no 32, 1981
- El limpiador dans 1984 no 34, 1981
- Ojos verdes dans 1984 no 35, 1981
- Control Tierra a su servicio, señor dans 1984 no 36, 1981
- El cerco dans 1984 no 38, 1981

### Albums espagnols
- Cuentos de un futuro imperfecto, Colección Rambla (es) no 1, 1982  (ISBN 84-85974-10-7), puis Norma Editorial, 1990  (ISBN 9788479040192)